# Hiram Tuttle
Hiram Edwin Tuttle (Dexter, 22 de dezembro de 1882 -  Fort Riley, 11 de novembro de 1956) foi um adestrador, advogado e oficial estadunidense. 

## Carreira
Hiram Tuttle representou seu país nos Jogos Olímpicos de 1932, na qual conquistou a medalha de bronze no adestramento por equipes e no adestramento individual. 